# 정담수
정담수(鄭聃壽, 1550년 ~ 1604년)는 조선(朝鮮)의 무관(武官)이다.

## 생애

### 일생
황해도 해주에서 출생하였고 경기도 평택과 한성부에서 성장한 그의 본관은 해주(海州)이며 자(字)는 덕수(德叟)이고 호(號)는 운대(雲臺)이며 시호(諡號)는 충정(忠靖)이다.
1586년에 그는 37세로 무과에 급제하여 판관과 만호 등을 지냈으며 1592년 임진왜란 때는 충무공 여해 이순신 장군의 간곡한 청을 받고 좌선봉응양장(左先鋒鷹揚將)이 되어 왜적을 물리치는 것에 일조하였는데 그 공적으로 선무원종일등공신(宣武原從一等功臣)에 책록(녹훈)되었고 뒤이어 훈련원 첨정(訓鍊院 僉正)에 보임되었으며 1597년 정유재란에 걸친 전란이 이듬해 1598년에 종전되고 나서 1년 후 1599년에는 관직을 사직하고 경기도 평택으로 낙향하여 이후 1604년 그곳에서 병사하였다.

## 사후
그는 사망한 지 1년이 지난 1605년, 가선대부 병조참판 겸 동지의금부사 오위도총부 도총관에 증직 추서되었다.

## 같이 보기
- 정중부(鄭仲夫, 1106년 출생 ~ 1179년 음력 9월 16일 사망(향년 74세), 본관은 해주(海州)이며 정담수(鄭聃壽) 장군의 동성동본 방계 조상. 고려(高麗)의 무관 겸 정치가.)